# Karl Schmidt-Rottluff
Karl Schmidt-Rottluff (Rottluff, 1º dicembre 1884 – Berlino, 10 agosto 1976) è stato un pittore tedesco.

## Biografia

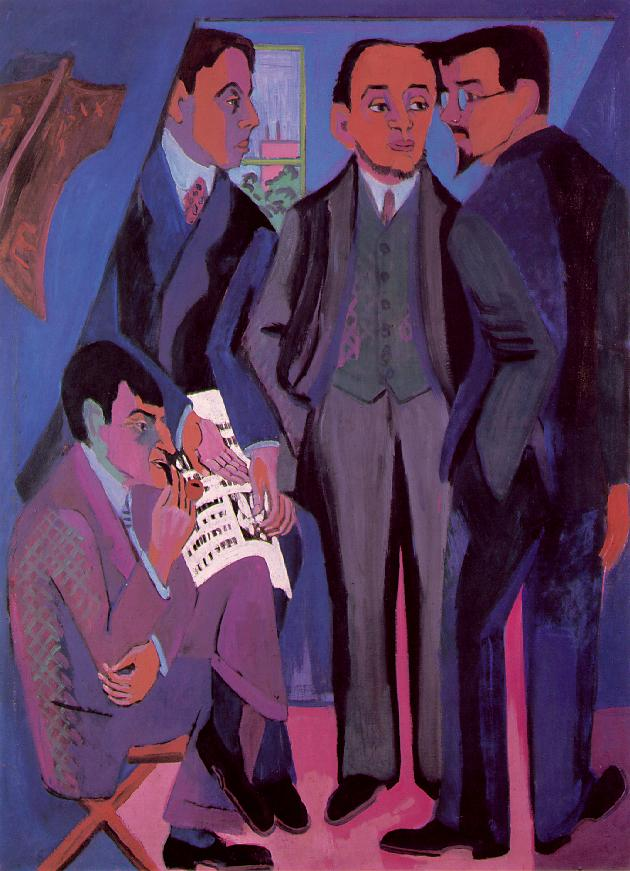
Künstlergemeinschaft

Karl Schmidt nacque a Rottluff, vicino a Chemnitz in Sassonia, il 1º dicembre 1884 e si fece chiamare Schmidt-Rottluff dal 1905. Il padre Frederich Schmidt era proprietario di un mulino. Studiò architettura a Dresda dove, con i compagni di studio Ernst Ludwig Kirchner, Fritz Bleyl e Erich Heckel, fondò il gruppo Die Brücke (Il ponte), uno dei primi nuclei dell'espressionismo tedesco, la cui prima mostra si tenne nel 1905 a Dresda. Fu lo stesso Schmidt-Rottluff a proporre questo nome per il gruppo, che intendeva gettare un ponte per avvicinare tutti gli elementi artistici allora in fermento. Nel 1906 conobbe Emil Nolde, in visita a Dresda per accudire la moglie malata, e lo invitò a partecipare alle loro esposizioni.
In questi anni i soggetti tipici delle opere di Schmidt-Rottluff sono i paesaggi e i ritratti. Partendo da modi parzialmente impressionisti, lo stile si accentua emotivamente attraverso l'uso di colori puri; attratto dalla tecnica della litografia, la composizione appare semplificata, con forme sintetiche, spigolose e monumentali. In quest'evoluzione si rintracciano influenze di Vincent van Gogh, di Edvard Munch, dell'arte primitiva e dell'arte africana.
Nel 1911 si trasferì con gli altri componenti del gruppo Die Brücke a Berlino, dove attraverso Lyonel Feininger si avvicinò al cubismo; partecipò anche a mostre della Secessione di Berlino del Blaue Reiter, finché nel 1913 il gruppo Die Brücke si sciolse. Anche in quegli anni i soggetti principali di Schmidt-Rottluff sono la natura e il paesaggio, resi con forme e colori dal ritmo estremamente vitale. Gli elementi essenziali sono messi a fuoco in modo semplice e allo stesso tempo possente, senza interessi a problematiche psicologiche e ad abbandoni lirici. In questo periodo si dedicò marginalmente anche alla scultura, cercando in essa il mezzo espressivo più diretto per tradurre plasticamente la sua aspirazione al primitivo e al monumentale.
Durante la prima guerra mondiale combatté sul fronte orientale ed eseguì xilografie di soggetto religioso. Nel dopoguerra tornò a concentrare la sua opera sulla vita contadina, resa attraverso forme sempre più solenni. Nel 1931 fu fatto membro dell'Accademia prussiana delle Arti, da cui fu espulso nel 1933, con l'ascesa al potere del nazismo, perché considerato un artista degenerato; per lo stesso motivo gli fu proibito di dipingere. Alla fine della seconda guerra mondiale riprese a dipingere opere in cui la semplificazione della composizione continua ad essere l'elemento principale. Nel 1947 fu nominato professore alla Scuola di Belle Arti di Berlino.
Morì il 10 agosto 1976 a Berlino.